# Резолюция Совета Безопасности ООН 28
Резолюция Совета Безопасности ООН 28 — резолюция, принятая 6 августа 1947 года. Согласно резолюции, Совет Безопасности постановил создать специальный подкомитет из представителей делегаций, которые вносили предложения по решению греческого вопроса, с целью подготовить новый проект резолюции, который подкомитет сможет рекомендовать Совету для утверждения.
Резолюция была принята 10 голосами. Советский Союз воздержался от голосования.

## История
Используя влияние британских оккупационных сил в Греции в 1946 году приходит к власти консервативное правительство Темистоклиса Софулиса. Коммунисты не примиряются с поражением и, при поддержке Албании, Югославии и Болгарии, стремящихся к получению греческих территорий, начинают партизанскую войну на севере Греции. Летом 1947 года положение становится на столько серьёзным, что Греческое правительство 31 июля обращается с письмом в Совет Безопасности ООН, в котором, однако, встречается с активным противодействием со стороны Советского Союза.
12 августа 1947 года созданный согласно резолюции подкомитет доложил, что он не смог выработать никаких предложений и в сентябре вопрос перешел на рассмотрение Генеральной Ассамблеи ООН.